# Manfreda elongata
Manfreda elongata är en sparrisväxtart som beskrevs av Joseph Nelson Rose. Manfreda elongata ingår i släktet Manfreda och familjen sparrisväxter. Inga underarter finns listade i Catalogue of Life.